# Нильден, Аманда
Эльза Аманда Нильден (швед. Elsa Amanda Nildén; род. 7 августа 1998, Стокгольм) — шведская профессиональная футболистка, защитник английского клуба «Тоттенхэм Хотспур» и национальной сборной Швеции.

## Клубная карьера
Нильден универсально играет на левом фланге защиты или полузащиты. Ранее она выступала в Швеции за «Броммапойкарну», АИК и Эскильстуна Юнайтед.
Нильден пропустила весь сезон 2015 из-за травмы передней крестообразной связки. Она подписала контракт с АИК в феврале 2017 года, подражая своему отцу Дэвиду и дедушке Джиму, которые оба играли за стокгольмский клуб.
2 августа 2021 года Нильден присоединилась к «Ювентусу». 18 августа она дебютировала в полуфинале первого квалификационного раунда Лиги чемпионов, одержав победу со счетом 12:0 над северомакедонской командой «Каменица Саша».
18 января 2024 года на правах аренды Нильден присоединилась к английскому клубу «Тоттенхэм Хотспур» до конца сезона. Летом того же года она присоединилась к лондонскому клубу на постоянной основе, подписав трёхлетний контракт.

## Личная жизнь
Нильден состояла в длительных отношениях с Виктором Дьёкерешом, который также является профессиональным футболистом.